# 새디어스 스티븐스

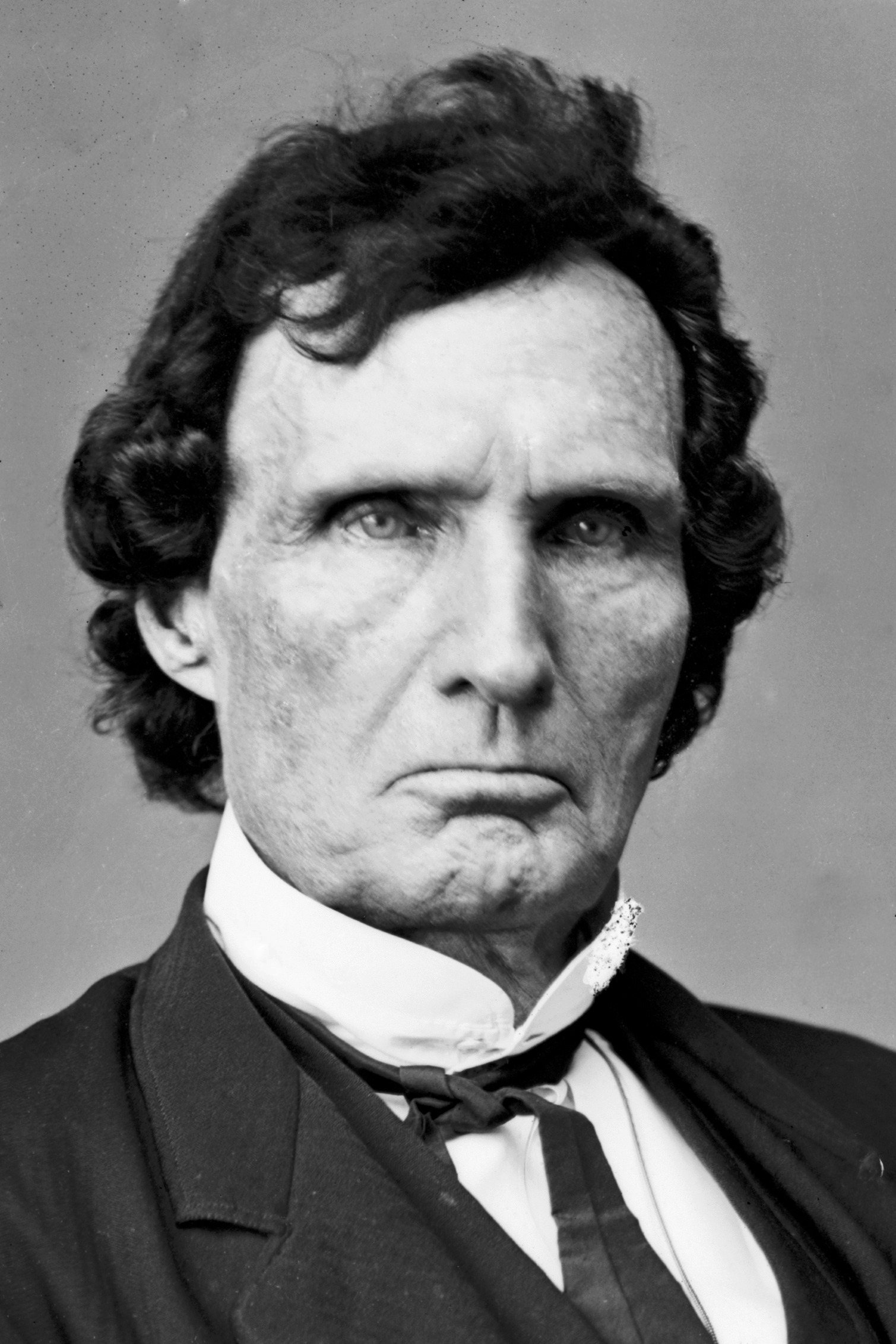

새디어스 스티븐스(Thaddeus Stevens, 1792년 4월 4일 ~ 1868년 8월 11일)는 펜실베이니아주 출신의 미국 하원의 일원이다. 1860년대 공화당 급진공화 파벌의 지도자들 중 한 명이다. 아프리카계 미국인에 대한 노예제와 차별을 반대했으며 재건 시대에 이들의 권리를 찾도록 애썼다. 1792년 4월 4일 버몬트주 댄빌에서 태어났다. 1868년 8월 11일 미국 워싱턴 D.C.에서 76세의 나이로 사망했다.

## 역대 선거 결과
| 선거명      | 직책명                            | 대수 | 정당       | 득표율 | 득표수   | 결과 | 당락                         |
| ----------- | --------------------------------- | ---- | ---------- | ------ | -------- | ---- | ---------------------------- |
| 1848년 선거 | 하원의원 (펜실베이니아 제8선거구) | 31대 | 휘그당     | 63.64% | 9,565표  | 1위  | 펜실베이니아주 하원의원 당선 |
| 1849년 선거 | 상원의원 (펜실베이니아 제3부)     | 31대 | 자유토지당 | 4.93%  | 7표      | 3위  | 낙선                         |
| 1850년 선거 | 하원의원 (펜실베이니아 제8선거구) | 32대 | 휘그당     | 58.35% | 5,701표  | 1위  | 펜실베이니아주 하원의원 당선 |
| 1858년 선거 | 하원의원 (펜실베이니아 제9선거구) | 36대 | 공화당     | 60.00% | 9,513표  | 1위  | 펜실베이니아주 하원의원 당선 |
| 1860년 선거 | 하원의원 (펜실베이니아 제9선거구) | 37대 | 공화당     | 96.57% | 12,964표 | 1위  | 펜실베이니아주 하원의원 당선 |
| 1862년 선거 | 하원의원 (펜실베이니아 제9선거구) | 38대 | 공화당     | 62.69% | 11,174표 | 1위  | 펜실베이니아주 하원의원 당선 |
| 1864년 선거 | 하원의원 (펜실베이니아 제9선거구) | 39대 | 공화당     | 61.65% | 11,804표 | 1위  | 펜실베이니아주 하원의원 당선 |
| 1866년 선거 | 하원의원 (펜실베이니아 제9선거구) | 40대 | 공화당     | 62.24% | 14,298표 | 1위  | 펜실베이니아주 하원의원 당선 |